# Suzanne Vega (album)
| Recensione              | Giudizio        |
| ----------------------- | --------------- |
| AllMusic                |                 |
| Robert Christgau        | B-              |
| Debaser                 |                 |
| Sputnikmusic            | 3.8 (Excellent) |
| Piero Scaruffi          |                 |
| Ondarock                | Pietra miliare  |
| Dizionario del Pop-Rock |                 |
| 24.000 dischi           |                 |

Suzanne Vega è l'album d'esordio della cantautrice statunitense Suzanne Vega, pubblicato nel maggio del 1985.

## Tracce

### LP
Lato A (SP-5072-A)
Testi e musiche di Suzanne Vega.
1. Cracking – 2:47
2. Freeze Tag – 2:38
3. Marlene on the Wall – 3:37
4. Small Blue Thing – 3:53
5. Straight Lines – 3:47

Lato B (SP-5072-B)
Testi e musiche di Suzanne Vega.
1. Undertow – 3:26
2. Some Journey – 3:37
3. The Queen and the Soldier – 4:47
4. Knight Moves – 3:34
5. Neighborhood Girls – 3:19

## Musicisti
Cracking
- Suzanne Vega – chitarra acustica, voce
- Jon Gordon – chitarra elettrica
- Paul Dugan – basso
- C.P. Roth – sintetizzatori

Freeze Tag
- Suzanne Vega – chitarra acustica, voce
- Jon Gordon – chitarra elettrica
- Paul Dugan – basso
- Frank Christian – chitarra acustica
- C.P. Roth – sintetizzatori

Marlene on the Wall
- Suzanne Vega – chitarra acustica, voce
- Jon Gordon – chitarra elettrica
- Frank Gravis – basso
- Sue Evans – batteria
- C.P. Roth – sintetizzatori

Small Blue Thing
- Suzanne Vega – chitarra acustica, voce
- Jon Gordon – chitarra elettrica
- Paul Dugan – basso
- C.P. Roth – sintetizzatori
- Sue Evans – percussioni
- Steve Addabbo – cori

Straight Lines
- Suzanne Vega – chitarra acustica, voce
- Jon Gordon – chitarra elettrica
- Frank Gravis – basso
- Sue Evans – batteria
- C.P. Roth – sintetizzatori
- Steve Addabbo – cori

Undertow
- Suzanne Vega – chitarra acustica, voce
- Jon Gordon – chitarra elettrica
- Paul Dugan – basso
- Sue Evans – batteria
- Steve Addabbo – synclavier su chitarra
- John Mahoney – synclavier programming
- Maxine Neuman – violoncello
- Shem Guibbory – violino
- Peter Gordon – arrangiamento strumenti ad arco

Some Journey
- Suzanne Vega – chitarra acustica, voce
- Jon Gordon – chitarra elettrica
- Mark Isham – sintetizzatori
- Darol Anger – violino elettrico
- Roger Squitero – percussioni
- Steve Addabbo – cori

The Queen and the Soldier
- Suzanne Vega – chitarra acustica, voce
- Steve Addabbo – chitarra acustica a dodici corde
- Paul Dugan – basso
- C.P. Roth – pianoforte, organo

Knight Moves
- Suzanne Vega – chitarra acustica, voce
- Paul Dugan – basso
- Frank Christian – chitarra acustica
- C.P. Roth – sintetizzatori

Neighborhood Girls
- Suzanne Vega – chitarra acustica, voce
- Frank Gravis – basso
- Sue Evans – batteria, percussioni
- Steve Addabbo – chitarra elettrica
- Frank Christian – chitarra elettrica slide

Note aggiuntive
- Lenny Kaye e Steve Addabbo – produttori (per la AGF Entertainment Ltd.)
- Ronald K. Fierstein – produttore esecutivo
- Steven Miller – arrangiatore e co-produttore (brano: Some Journey)
- Registrazioni e mixaggi effettuati al Celestial Sound Studios, New York City (gennaio-marzo 1985)
- Registrazioni aggiunte effettuate al Carnegie Hill Studios di New York City
- Sovraincisioni su Some Journey effettuate al Sorcerer Studios di New York City da (ingegnere del suono) Steven Miller
- Steve Addabbo – ingegnere delle registrazioni
- Larry DeCarmine – assistente ingegnere delle registrazioni (al Celestial Sound Studios)
- Kurt Upper e Geoff Keehn – assistenti ingegnere delle registrazioni (al Carnegie Hill Studios)
- Mastering effettuato da Greg Calbi e editing digitale effettuato da Rhonda Schoen al Sterling Sound di New York City
- Corey & Company (designers) – design copertina album originale
- Charles Reilly – foto fronte copertina album originale
- Matthew Vega – foto retrocopertina album originale [12]

## Classifica
Album
| Anno | Classifica            | Posizione raggiunta |
| ---- | --------------------- | ------------------- |
| 1985 | Billboard 200         | 91                  |
| 1985 | Official Albums Chart | 11                  |

Singoli
| Anno | Titolo del brano    | Classifica             | Posizione raggiunta |
| ---- | ------------------- | ---------------------- | ------------------- |
| 1985 | Marlene on the Wall | Official Singles Chart | 21                  |
| 1986 | Small Blue Thing    | Official Singles Chart | 65                  |